# 托马斯·米勒 (北欧两项运动员)
托马斯·米勒（德語：Thomas Müller，1961年3月5日—），德国男子北欧两项运动员。他曾代表西德参加1984年和1988年冬季奥林匹克运动会北欧两项比赛，获得一枚金牌。